# Europese weg 98
De Europese weg 98 of E98 is een Europese weg die loopt van Topboğazı in Turkije naar Syrië.

## Algemeen
De Europese weg 98 is een Klasse A West-Oost-verbindingsweg en verbindt het Turkse Topboğazı met Syrië en komt hiermee op een afstand van ongeveer 60 kilometer. De route is door de UNECE als volgt vastgelegd: Topboğazi - Kirikhan - Reyhanli - Cilvegözü - Syrië.